# Ōshima Ken'ichi
Ōshima Ken'ichi (大島 健一 Đại Đảo Kiện Nhất), (sinh ngày 19 tháng 6 năm 1858 mất ngày 24 tháng 3 năm 1947), là một vị tướng trong quân đội Đế quốc Nhật Bản và giữ chức Bộ trưởng Bộ Lục quân trong chiến tranh thế giới thứ nhất. Con trai ông Ōshima Hiroshi cũng là một Trung tướng, là đại sứ Nhật Bản tại Đức Quốc xã.

## Tiểu sử
Ōshima sinh ra ở miền Iwamura, tỉnh Mino (hiện nay là một phần của thành phố Ena, tỉnh Gifu). Ông tốt nghiệp khóa 4 Trường Sĩ quan Lục quân (Đế quốc Nhật Bản) năm 1881, chuyên ngành pháo binh. Ông được cử đi nước ngoài với vai trò tùy viên quân sự và nghiêm cứu kĩ thuật của nước Pháp và vương quốc Phổ từ năm 1891- 1893.
Ōshima là cố vấn quân sự cấp cao của tướng Yamagata Aritomo của Tập đoàn quân số một trong chiến tranh Thanh-Nhật. Trong chiến tranh Nga-Nhật, ông làm việc ở Tổng hành dinh Đế quốc, và sau chiến tranh, ông làm ở văn phòng và sau đó là thành viên của Bộ Tổng Tham mưu Lục quân Đế quốc Nhật Bản.
Năm 1907, ông lên chức Thiếu tướng.
Năm 1913, ông lên chức Trung tướng.
Từ ngày 9 tháng 10 năm 1916 đến ngày 29 tháng 9 năm 1918, Ōshima giữ chức Bộ trưởng Bộ Lục quân dưới quyền thủ tướng Terauchi Masatake.
Năm 1919, ông về hưu.
Từ năm 1920- 1946, ông là thành viên của Hội đồng Cơ mật.

### Sách
- Harries, Meirion (1994). Soldiers of the Sun: The Rise and Fall of the Imperial Japanese Army. Random House. ISBN 0-679-75303-6.